# ساندرا جرانجر
ساندرا ماري جرانجر ولدت عام 1947هي أكاديمية متقاعدة وموظفة حكومية في غيانا كانت السيدة الأولى في غيانا بصفتها زوجة الرئيس ديفيد أ. غرينغر.

## النشأة
ولدت غرانجر في حي بوردا في جورجتاون في غويانا البريطانية.  والدها المولود في سورينام كان من أصل صيني بينما كانت والدتها من المنطقة الشمالية الغربية ومن أصل هندي أمريكي. التحقت بمدرسة القلب المقدس الابتدائية ومدرسة القديس يوسف الثانوية. تزوجت ديفيد أ. غرانجر في عام 1970، وكان لديهم بعد ذلك ابنتين، هان وأفويا.

## الوظائف
تركت جرانجر القوى العاملة بعد ولادة طفلها الثاني، بعد أن عملت لفترات كوكيل سفري وفي وقت لاحق ككاتبة سيناريو ومديرة مرور لراديو ديميرارا. وبمجرد أن كبر أطفالها بدأت الدراسة في جامعة غيانا. حصلت على درجتين من البكالوريوس في الآداب، واحدة في الأدب الإنجليزي والأخرى باللغة البرتغالية، ثم التحقت بجامعة بيتسبرغ بمنحة فولبرايت، حيث حصلت على درجة الماجستير في الأدب البرازيلي وشهادة الدراسات العليا في أمريكا اللاتينية. بعد عودتها إلى وطنها، أمضت غرانجر عدة سنوات كمحاضرة في قسم اللغات الحديثة بجامعة غياناو وعملت كعميد لكلية الآداب. في عام 1989 بدأت العمل كمقررة لأمانة الجماعة الكاريبية حيث كانت إحدى مهامها الأولى هي تقديم تقرير عن رد فعل الجمهور على إعلان أنس الكبرى. وفي نهاية المطاف أصبحت مسؤولة إدارية تنفيذية في مكتب الأمين العام، وتقاعدت في عام 2008.

## السيدة الأولى
أدى زوج جرانجر وهو رئيس سابق لقوة دفاع غيانا، اليمين الدستورية كرئيس في مايو/أيار 2015. وكسيدة أولى، شملت مجالات اهتمامها حقوق المرأة، ومنع العنف الجنسي ورعاية الأطفال والمسنين. وقد وصفت أخبار Stabroek بأنها «سيدة أولى حديثة وناشطة ولها مكتب رسمي وأجندة السياسة العامة مكملة للحكومة وارتباطات منتظمة وحضور قوي على وسائل التواصل الاجتماعي».